# منشئ-مدقق
منشئ-مدقق (أو Maker and Checker أو 4-Eyes) هو أحد المبادئ المركزية للتفويض في نظم المعلومات الخاصة بالمنظمات المالية. مبدأ منشئ-مدقق يعني أنه لكل معاملة يجب أن يكون هناك شخصان على الأقل ضروريان لإتمامها. في حين أن أحد الأفراد قد ينشئ معاملة، يجب أن يشارك الفرد الآخر في تأكيد/تفويض نفس المعاملة. هنا يلعب الفصل بين الواجبات دورًا مهمًا. بهذه الطريقة يتم الحفاظ على رقابة صارمة على برامج النظام والبيانات، مع مراعاة التقسيم الوظيفي للعمل بين جميع فئات الموظفين.